# Ian Astbury
Ian Robert Astbury (ur. 14 maja 1962 w Heswall, Wielka Brytania) – wokalista grupy The Cult, w latach 2002-2007 śpiewał w zespole The Doors of the 21st Century.
W 2000 roku wydał solowy album Spirit\Light\Speed. W 2006 roku piosenkarz został sklasyfikowany na 90. miejscu listy 100 najlepszych wokalistów wszech czasów według Hit Parader.

## Filmografia
- "Sonic Revolution: A Celebration of the MC5" (jako on sam, 2003, film dokumentalny, reżyseria: Dom Phillips)[4]
- "Lennon or McCartney" (jako on sam, 2014, film dokumentalny, reżyseria: Matt Schichter)[5]